# Lista de jogos eletrônicos da Insomniac Games
A Insomniac Games é uma desenvolvedora norte-americana de jogos eletrônicos sediada em Burbank, Califórnia. Foi fundada em 1994 por Ted Price como Xtreme Software, porém foi renomeada para seu nome atual apenas um ano depois. O primeiro título desenvolvido pela empresa foi Disruptor, um jogo de tiro em primeira pessoa inspirado em Doom. Foi lançado para PlayStation em 1996 e elogiado pela crítica, porém foi um fracasso comercial que quase levou a Insomniac para a falência. A equipe notou que o público do PlayStation era composto mais por jovens e assim decidiram criar um jogo que pudesse ser aproveitado por toda a família, com o resultado tendo sido Spyro the Dragon em 1998. O título foi muito bem recebido pela crítica e foi um sucesso de vendas, gerando duas sequências, Spyro 2: Ripto's Rage! e Spyro: Year of the Dragon, nos dois anos seguintes.
Com a chegada do PlayStation 2, a Insomniac passou a trabalhar diretamente com a Sony Computer Entertainment. A equipe concebeu várias ideias para o novo console, porém a maioria não foi levada adiante. A empresa finalmente foi capaz de desenvolver Ratchet & Clank depois do projetista Brian Hastings sugerir que eles deveriam criar uma aventura espacial. O jogo estreou em 2002 e foi um enorme sucesso que gerou três continuações ainda no PlayStation 2: Ratchet & Clank: Going Commando em 2003, Ratchet & Clank: Up Your Arsenal em 2004 e Ratchet: Deadlocked em 2005. A Insomniac mesmo assim queria trabalhar em algo diferente da série Ratchet & Clank e aproveitou a vinda do PlayStation 3 para voltarem a um jogo de tiro em primeira pessoa com Resistance: Fall of Man. Este foi um dos títulos de lançamento do console e gerou duas sequências: Resistance 2 em 2008 e Resistance 3 em 2011. Paralelo a isso, a companhia também desenvolveu outros seis jogos da série Ratchet & Clank entre 2007 e 2013.
A Insomniac até então tinha desenvolvido jogos exclusivamente para as plataformas da Sony, porém em 2010 firmou uma parceria com a Electronic Arts. O primeiro título fruto desse acordo foi Outernauts, lançado para Facebook em 2012. O segundo foi Fuse, um jogo de tiro em terceira pessoa que estrou no ano seguinte para PlayStation 3 e Xbox 360, porém foi um fracasso de crítica e de vendas. Em paralelo a Fuse, a Insomniac concebeu a ideia do que viria a ser Sunset Overdrive. Eles apresentaram o jogo a várias publicadoras até serem aceitos pela Microsoft Studios, que lançou o título exclusivamente para Xbox One em 2014. O estúdio na mesma época começou a fazer experimentações com jogos menores, desenvolvendo Slow Down, Bull em 2015 para Microsoft Windows se perguntado quantas pessoas seriam necessárias para se criar um "jogo excelente". Um ano depois a Insomniac lançou uma reimaginação do Ratchet & Clank original para PlayStation 4, além de Song of the Deep junto com a GameStop.
A experiência com Slow Down, Bull fez a Insomniac continuar a desenvolver jogos menores, desta vez para celulares. A empresa lançou três títulos desse tipo em 2015: Fruit Fusion, Bad Dinos e Digit & Dash. Price comentou que o objetivo destes era inovar em gêneros que tinham curiosidade. A Insomniac também assinou um contrato de exclusividade com a Oculus VR para a produção de jogos em realidade virtual, já que a equipe tinha interesse na tecnologia e desejava desenvolver conhecimento na área. Três títulos estrearam em 2016 para Oculus Rift, enquanto um quarto em 2019. Em paralelo, a empresa lançou duas experiências em realidade aumentada para o Magic Leap One. A Insomniac uniu-se novamente com a Sony para criar Spider-Man em 2018 no PlayStation 4, baseado no super-herói de quadrinhos Homem-Aranha da Marvel Comics. O título foi um enorme sucesso, levando à expansão autônoma Spider-Man: Miles Morales em 2020 para PlayStation 4 e PlayStation 5.
Durante o Playstation Showcase de 2021 foi apresentado ao público Marvel's Wolverine, o novo jogo do estúdio, onde é mostrado mostra Wolverine em um bar, cercado por corpos de bandidos. Ele é confrontado por um homem armado com uma faca, que logo se arrepende de sua decisão. O trailer termina com as garras de adamantium de Wolverine saindo de suas mãos.
No dia 19 de dezembro de 2023, após hackers roubarem informações sigilosas sobre o jogo do Wolverine, muitos vazamentos do projeto foram divulgados nas redes sociais, entregando diversos spoilers sobre a trama e até mesmo uma possível data de lançamento para Marvel's Wolverine.

## Jogos eletrônicos

### Consoles
| Título | Detalhes |
| --- | --- |
| Disruptor Datas de lançamento originais: - AN: 20 de novembro de 1996[carece de fontes?] - EU: dezembro de 1996[carece de fontes?] - JP: 11 de abril de 1997[carece de fontes?] | Anos de lançamento por sistema: 1996 – PlayStation |
| Disruptor Datas de lançamento originais: - AN: 20 de novembro de 1996[carece de fontes?] - EU: dezembro de 1996[carece de fontes?] - JP: 11 de abril de 1997[carece de fontes?] | Notas: - Jogo eletrônico de tiro em primeira pessoa - Publicado pela Universal Interactive Studios e Interplay Productions[carece de fontes?] |
| Spyro the Dragon Datas de lançamento originais: - AN: 10 de setembro de 1998 - EU: 23 de outubro de 1998[carece de fontes?] - JP: 1 de abril de 1999[carece de fontes?]         | Anos de lançamento por sistema: 1998 – PlayStation 2012 – PlayStation 3, PlayStation Vita[carece de fontes?] |
| Spyro the Dragon Datas de lançamento originais: - AN: 10 de setembro de 1998 - EU: 23 de outubro de 1998[carece de fontes?] - JP: 1 de abril de 1999[carece de fontes?]         | Notas: - Jogo eletrônico de plataforma - Publicado pela Sony Computer Entertainment - Versões para PlayStation 3 e PlayStation Vita lançadas digitalmente por meio da PlayStation Network[carece de fontes?] |
| Spyro 2: Ripto's Rage! Datas de lançamento originais: - AN: 2 de novembro de 1999 - EU: 5 de novembro de 1999[carece de fontes?] - JP: 16 de março de 2000[carece de fontes?]   | Anos de lançamento por sistema: 1999 – PlayStation 2012 – PlayStation 3, PlayStation Vita[carece de fontes?] |
| Spyro 2: Ripto's Rage! Datas de lançamento originais: - AN: 2 de novembro de 1999 - EU: 5 de novembro de 1999[carece de fontes?] - JP: 16 de março de 2000[carece de fontes?]   | Notas: - Jogo eletrônico de plataforma - Publicado pela Sony Computer Entertainment[carece de fontes?] - Versões para PlayStation 3 e PlayStation Vita lançadas digitalmente por meio da PlayStation Network[carece de fontes?] |
| Spyro: Year of the Dragon Datas de lançamento originais: - AN: 10 de outubro de 2000 - EU: 25 de outubro de 2000[carece de fontes?]                                             | Anos de lançamento por sistema: 2000 – PlayStation 2012 – PlayStation 3, PlayStation Vita[carece de fontes?] |
| Spyro: Year of the Dragon Datas de lançamento originais: - AN: 10 de outubro de 2000 - EU: 25 de outubro de 2000[carece de fontes?]                                             | Notas: - Jogo eletrônico de plataforma[carece de fontes?] - Publicado pela Sony Computer Entertainment[carece de fontes?] - Versões para PlayStation 3 e PlayStation Vita lançadas digitalmente por meio da PlayStation Network[carece de fontes?] |
| Ratchet & Clank Datas de lançamento originais: - AN: 4 de novembro de 2002 - EU: 8 de novembro de 2002[carece de fontes?]                                                       | Anos de lançamento por sistema: 2002 – PlayStation 2 2012 – PlayStation 3 2014 – PlayStation Vita |
| Ratchet & Clank Datas de lançamento originais: - AN: 4 de novembro de 2002 - EU: 8 de novembro de 2002[carece de fontes?]                                                       | Notas: - Jogo eletrônico de plataforma - Publicado pela Sony Computer Entertainment |
| Ratchet & Clank: Going Commando Datas de lançamento originais: - AN: 11 de novembro de 2003 - EU: 21 de novembro de 2003                                                        | Anos de lançamento por sistema: 2003 – PlayStation 2 2012 – PlayStation 3 2014 – PlayStation Vita |
| Ratchet & Clank: Going Commando Datas de lançamento originais: - AN: 11 de novembro de 2003 - EU: 21 de novembro de 2003                                                        | Notas: - Jogo eletrônico de plataforma - Publicado pela Sony Computer Entertainment |
| Ratchet & Clank: Up Your Arsenal Datas de lançamento originais: - AN: 2 de novembro de 2004 - EU: 12 de novembro de 2004[carece de fontes?]                                     | Anos de lançamento por sistema: 2004 – PlayStation 2 2012 – PlayStation 3 2014 – PlayStation Vita |
| Ratchet & Clank: Up Your Arsenal Datas de lançamento originais: - AN: 2 de novembro de 2004 - EU: 12 de novembro de 2004[carece de fontes?]                                     | Notas: - Jogo eletrônico de plataforma - Publicado pela Sony Computer Entertainment |
| Ratchet: Deadlocked Datas de lançamento originais: - AN: 25 de outubro de 2005 - EU: 18 de novembro de 2005[carece de fontes?]                                                  | Anos de lançamento por sistema: 2005 – PlayStation 2 2013 – PlayStation 3 |
| Ratchet: Deadlocked Datas de lançamento originais: - AN: 25 de outubro de 2005 - EU: 18 de novembro de 2005[carece de fontes?]                                                  | Notas: - Jogo eletrônico de plataforma - Publicado pela Sony Computer Entertainment - Versão para PlayStation 3 lançada digitalmente por meio da PlayStation Network |
| Resistance: Fall of Man Datas de lançamento originais: - JP: 11 de novembro de 2006 - AN: 17 de novembro de 2006 - PAL: 23 de março de 2007                                     | Anos de lançamento por sistema: 2006 – PlayStation 3 |
| Resistance: Fall of Man Datas de lançamento originais: - JP: 11 de novembro de 2006 - AN: 17 de novembro de 2006 - PAL: 23 de março de 2007                                     | Notas: - Jogo eletrônico de tiro em primeira pessoa - Publicado pela Sony Computer Entertainment |
| Ratchet & Clank Future: Tools of Destruction Datas de lançamento originais: - AN: 23 de outubro de 2007 - EU: 9 de novembro de 2007                                             | Anos de lançamento por sistema: 2007 – PlayStation 3 |
| Ratchet & Clank Future: Tools of Destruction Datas de lançamento originais: - AN: 23 de outubro de 2007 - EU: 9 de novembro de 2007                                             | Notas: - Jogo eletrônico de plataforma - Publicado pela Sony Computer Entertainment |
| Ratchet & Clank Future: Quest for Booty Data de lançamento original: 21 de agosto de 2008                                                                                       | Anos de lançamento por sistema: 2008 – PlayStation 3 |
| Ratchet & Clank Future: Quest for Booty Data de lançamento original: 21 de agosto de 2008                                                                                       | Notas: - Jogo eletrônico de plataforma - Publicado pela Sony Computer Entertainment - Lançado digitalmente na América do Norte e Japão por meio da PlayStation Network - Lançado física e digitalmente na Europa |
| Resistance 2 Datas de lançamento originais: - AN: 4 de novembro de 2008 - EU: 28 de novembro de 2008                                                                            | Anos de lançamento por sistema: 2008 – PlayStation 3 |
| Resistance 2 Datas de lançamento originais: - AN: 4 de novembro de 2008 - EU: 28 de novembro de 2008                                                                            | Notas: - Jogo eletrônico de tiro em primeira pessoa - Publicado pela Sony Computer Entertainment |
| Ratchet & Clank Future: A Crack in Time Datas de lançamento originais: - AN: 27 de outubro de 2009 - EU: 6 de novembro de 2009                                                  | Anos de lançamento por sistema: 2009 – PlayStation 3 |
| Ratchet & Clank Future: A Crack in Time Datas de lançamento originais: - AN: 27 de outubro de 2009 - EU: 6 de novembro de 2009                                                  | Notas: - Jogo eletrônico de plataforma - Publicado pela Sony Computer Entertainment |
| Resistance 3 Datas de lançamento originais: - AN: 6 de setembro de 2011 - PAL: 7 de setembro de 2011                                                                            | Anos de lançamento por sistema: 2011 – PlayStation 3 |
| Resistance 3 Datas de lançamento originais: - AN: 6 de setembro de 2011 - PAL: 7 de setembro de 2011                                                                            | Notas: - Jogo eletrônico de tiro em primeira pessoa - Publicado pela Sony Computer Entertainment |
| Ratchet & Clank: All 4 One Datas de lançamento originais: - AN: 18 de outubro de 2011 - EU: 21 de outubro de 2011                                                               | Anos de lançamento por sistema: 2011 – PlayStation 3 |
| Ratchet & Clank: All 4 One Datas de lançamento originais: - AN: 18 de outubro de 2011 - EU: 21 de outubro de 2011                                                               | Notas: - Jogo eletrônico de plataforma - Publicado pela Sony Computer Entertainment |
| Ratchet & Clank: Full Frontal Assault Datas de lançamento originais: - AN: 27 de novembro de 2012 - EU: 30 de novembro de 2012                                                  | Anos de lançamento por sistema: 2012 – PlayStation 3 2013 – PlayStation Vita |
| Ratchet & Clank: Full Frontal Assault Datas de lançamento originais: - AN: 27 de novembro de 2012 - EU: 30 de novembro de 2012                                                  | Notas: - Jogo eletrônico de plataforma - Publicado pela Sony Computer Entertainment |
| Fuse Datas de lançamento originais: - AN: 28 de maio de 2013 - EU: 31 de maio de 2013                                                                                           | Anos de lançamento por sistema: 2013 – PlayStation 3, Xbox 360 |
| Fuse Datas de lançamento originais: - AN: 28 de maio de 2013 - EU: 31 de maio de 2013                                                                                           | Notas: - Jogo eletrônico de tiro em terceira pessoa - Publicado pela Electronic Arts |
| Ratchet & Clank: Into the Nexus Datas de lançamento originais: - AN: 12 de novembro de 2013 - EU: 22 de novembro de 2013 - JP: 12 de dezembro de 2013                           | Anos de lançamento por sistema: 2013 – PlayStation 3 |
| Ratchet & Clank: Into the Nexus Datas de lançamento originais: - AN: 12 de novembro de 2013 - EU: 22 de novembro de 2013 - JP: 12 de dezembro de 2013                           | Notas: - Jogo eletrônico de plataforma - Publicado pela Sony Computer Entertainment |
| Sunset Overdrive Datas de lançamento originais: - AN: 28 de outubro de 2014 - EU: 31 de outubro de 2014                                                                         | Anos de lançamento por sistema: 2014 – Xbox One 2018 – Microsoft Windows |
| Sunset Overdrive Datas de lançamento originais: - AN: 28 de outubro de 2014 - EU: 31 de outubro de 2014                                                                         | Notas: - Jogo eletrônico de ação-aventura - Publicado pela Microsoft Studios - Expansão The Mystery of the Mooil Rig lançada digitalmente em dezembro de 2014 - Expansão Dawn of the Rise of the Fallen Machine lançada digitalmente em abril de 2015 |
| Slow Down, Bull Data de lançamento original: 20 de abril de 2015 | Anos de lançamento por sistema: 2015 – Microsoft Windows |
| Slow Down, Bull Data de lançamento original: 20 de abril de 2015 | Notas: - Jogo eletrônico de ação - Autopublicado - Lançado digitalmente por meio da Steam |
| Ratchet & Clank Datas de lançamento originais: - AN: 12 de abril de 2016 - PAL: 20 de abril de 2016                                                                             | Anos de lançamento por sistema: 2016 – PlayStation 4 |
| Ratchet & Clank Datas de lançamento originais: - AN: 12 de abril de 2016 - PAL: 20 de abril de 2016                                                                             | Notas: - Jogo eletrônico de plataforma - Publicado pela Sony Computer Entertainment |
| Song of the Deep Data de lançamento original: 12 de julho de 2016 | Anos de lançamento por sistema: 2016 – Microsoft Windows, PlayStation 4, Xbox One |
| Song of the Deep Data de lançamento original: 12 de julho de 2016 | Notas: - Jogo eletrônico metroidvania - Publicado pela GameTrust Games - Todas as versões lançadas digitalmente |
| Spider-Man Data de lançamento original: 7 de setembro de 2018 | Anos de lançamento por sistema: 2018 – PlayStation 4 2020 – PlayStation 5 |
| Spider-Man Data de lançamento original: 7 de setembro de 2018 | Notas: - Jogo eletrônico de ação-aventura - Publicado pela Sony Interactive Entertainment - Baseado no super-herói de histórias em quadrinhos Homem-Aranha, da Marvel Comics - Expansões coletivamente chamadas de The City that Never Sleeps - The Heist lançado digitalmente em outubro de 2018 - Turf Wars lançado digitalmente em novembro de 2018 - Silver Lining lançado digitalmente em dezembro de 2018 - Versão de PlayStation 5 lançada como parte da Edição Definitiva de Spider-Man: Miles Morales |
| Spider-Man: Miles Morales Datas de lançamento originais: - AN: 12 de novembro de 2020 - WW: 19 de novembro de 2020                                                              | Anos de lançamento por sistema: 2020 – PlayStation 4, PlayStation 5 |
| Spider-Man: Miles Morales Datas de lançamento originais: - AN: 12 de novembro de 2020 - WW: 19 de novembro de 2020                                                              | Notas: - Publicado pela Sony Interactive Entertainment - Baseado no super-herói de histórias em quadrinhos Homem-Aranha, da Marvel Comics - Expansão autônoma de Spider-Man |
| Ratchet & Clank: Rift Apart Data de lançamento original: 11 de junho de 2021 | Anos de lançamento por sistema: 2021 – PlayStation 5 |
| Ratchet & Clank: Rift Apart Data de lançamento original: 11 de junho de 2021 | Notas: - Jogo eletrônico de plataforma - Publicado pela Sony Interactive Entertainment |
| Spider-Man 2 Data de lançamento original: 20 de outubro de 2023 | Anos de lançamento por sistema: 2023 – PlayStation 5 |
| Spider-Man 2 Data de lançamento original: 20 de outubro de 2023 | Notas: - Publicado pela Sony Interactive Entertainment - Baseado no super-herói de histórias em quadrinhos Homem-Aranha, da Marvel Comics |
| Wolverine Data de lançamento proposta: TBA | Sistemas propostos: TBA – PlayStation 5 |
| Wolverine Data de lançamento proposta: TBA | Notas: - Será publicado pela Sony Interactive Entertainment - Baseado no super-herói de histórias em quadrinhos Wolverine, da Marvel Comics |

### Celulares
| Título                                                       | Detalhes                                                               |
| ------------------------------------------------------------ | ---------------------------------------------------------------------- |
| Outernauts Data de lançamento original: julho de 2012        | Anos de lançamento por sistema: 2012 – Adobe Flash 2014 – Android, iOS |
| Outernauts Data de lançamento original: julho de 2012        | Notas: - Jogo eletrônico de RPG - Publicado pela Electronic Arts       |
| Fruit Fusion Data de lançamento original: 7 de maio de 2015  | Anos de lançamento por sistema: 2015 – Android, iOS                    |
| Fruit Fusion Data de lançamento original: 7 de maio de 2015  | Notas: - Jogo eletrônico de quebra-cabeça - Autopublicado              |
| Digit & Dash Data de lançamento original: 13 de maio de 2015 | Anos de lançamento por sistema: 2015 – iOS                             |
| Digit & Dash Data de lançamento original: 13 de maio de 2015 | Notas: - Jogo eletrônico de plataforma - Autopublicado                 |
| Bad Dinos Data de lançamento original: 21 de maio de 2015    | Anos de lançamento por sistema: 2015 – Android, iOS                    |
| Bad Dinos Data de lançamento original: 21 de maio de 2015    | Notas: - Jogo eletrônico de defesa de torre - Autopublicado            |

### Realidade virtual
| Título                                                          | Detalhes                                                                    |
| --------------------------------------------------------------- | --------------------------------------------------------------------------- |
| Edge of Nowhere Data de lançamento original: 6 de junho de 2016 | Anos de lançamento por sistema: 2016 – Oculus Rift                          |
| Edge of Nowhere Data de lançamento original: 6 de junho de 2016 | Notas: - Jogo eletrônico de ação - Publicado pela Oculus Studios            |
| Feral Rites Data de lançamento original: 13 de setembro de 2016 | Anos de lançamento por sistema: 2016 – Oculus Rift                          |
| Feral Rites Data de lançamento original: 13 de setembro de 2016 | Notas: - Jogo eletrônico de aventura - Publicado pela Oculus Studios        |
| The Unspoken Data de lançamento original: 6 de dezembro de 2016 | Anos de lançamento por sistema: 2016 – Oculus Rift                          |
| The Unspoken Data de lançamento original: 6 de dezembro de 2016 | Notas: - Jogo eletrônico de ação - Publicado pela Oculus Studios            |
| Seedling Data de lançamento original: 5 de dezembro de 2018     | Anos de lançamento por sistema: 2018 – Magic Leap One                       |
| Seedling Data de lançamento original: 5 de dezembro de 2018     | Notas: - Jogo eletrônico de realidade aumentada - Publicado pela Magic Leap |
| Stormland Data de lançamento original: 14 de novembro de 2019   | Anos de lançamento por sistema: 2019 – Oculus Rift                          |
| Stormland Data de lançamento original: 14 de novembro de 2019   | Notas: - Jogo eletrônico de ação-aventura - Publicado pela Oculus Studios   |
| Strangelets Data de lançamento original: 26 de novembro de 2019 | Anos de lançamento por sistema: 2019 – Magic Leap One                       |
| Strangelets Data de lançamento original: 26 de novembro de 2019 | Notas: - Jogo eletrônico de realidade aumentada - Publicado pela Magic Leap |